# Черванёв, Юрий Николаевич
Юрий Николаевич Черванёв (бел. Юрый Мікалаевіч Чарванёў, род. 15 января 1958, Барановичи, Брестская область) — советский легкоатлет, выступавший в барьерном беге, советский и белорусский тренер и судья по бильярду. Участник летних Олимпийских игр 1980 года, чемпион Европы в помещении 1980 года.

## Биография
Родился 15 января 1958 года в городе Барановичи Брестской области (сейчас в Белоруссии).
Окончил среднюю школу в Барановичах. В 1979 году получил диплом Белорусского государственного института физической культуры.
Выступал в легкоатлетических соревнованиях за «Динамо» из Минска. Тренировался под началом Владимира Радченко. Завоевал четыре медали чемпионатов СССР: на открытых стадионах в беге на 110 метров с барьерами серебро в 1978 году и золото в 1981 году, в помещении в беге на 60 метров с барьерами бронзу в 1978 году и золото в 1980 году.
В 1980 году завоевал золотую медаль на чемпионате Европы по лёгкой атлетике в помещении в Зиндельфингене в беге на 60 метров с барьерами, установив мировой рекорд — 7,54 секунды.
В том же году вошёл в состав сборной СССР на летних Олимпийских играх в Москве. В беге на 110 метров с барьерами выиграл четвертьфинальный забег (13,75), занял 3-е место в полуфинальном забеге (13,78) и 8-е в финальном забеге (15,80), уступив 2,41 секунды завоевавшему золото Томасу Мункельту из ГДР.
В 1981 году занял 5-е место на чемпионате Европы в помещении в Гренобле в беге на 50 метров с барьерами (6,62).
В 1982 году вышел в финал на чемпионате Европы в помещении в Милане в беге на 60 метров с барьерами, но не смог финишировать.
Во время подготовки к летним Олимпийским играм 1984 года получил разрыв ахиллова сухожилия, перенёс три операции и был вынужден завершить карьеру. На этом фоне увлёкся бильярдом — игровой зал находился рядом с его домом. Стал одним из основоположников бильярдного спорта в Белоруссии. В 1984—1996 годах тренировал команду спортивного общества «Динамо». Стал судьёй международной категории, членом судейской коллегии Международной конфедерации пирамиды.
Мастер спорта СССР международного класса.

## Личные рекорды
- Бег на 60 метров с барьерами — 7,54 (2 марта 1980, Зиндельфинген)[4]
- Бег на 110 метров с барьерами — 13,48 (4 июня 1980, Ленинград)[4]